# Sanguino (microcontrolador)
Sanguino es un proyecto de microcontrolador a fuentes abiertas inspirado en Arduino y auspiciado por Google.
El Sanguino es un sistema de microcontrolador compatible con Arduino basado en el microcontrolador ATmega644P, el más poderoso procesador DIP de la línea
de microcontroladores de ATmega de Microchips.
En el proyecto se incluye soporte para el microcontrolador ATmega1284P, que es más poderoso incluso que el original 
en ciertos aspectos.
Como el Arduino, puede ser usado en diversos proyectos como impresoras 3D, en robótica o sistemas electrónicos que necesiten microcontroladores.